# Arnold Székely
Arnold Székely   (Budapest, 6 de novembre de 1874 - Montreal, 24 de setembre de 1958) fou un pianista i pedagog musical hongarès.

## Biografia
Destinat a una carrera legal, Székely, però, va ingressar a l'Acadèmia de Música el 1898. Va estudiar amb István Thomán (un dels alumnes favorits de Franz Liszt) per al piano i l'últim any va treballar amb Kalman Chovan. Va perfeccionar les seves habilitats amb Ferruccio Busoni, a Berlín. El 1905 va tornar a Hongria i el 1907 va ensenyar a l'Acadèmia de Música on, des de 1920 fins a 1939, va ser professor de piano. Actua en concert a Hongria i a Europa amb encara més èxit. El 1939, als seixanta-cinc anys, tot i haver complert l'edat de jubilació, va ensenyar a l'Escola de Música Fodor (actual Tóth Aladár). El 1948, a París, va celebrar una conferència sobre educació musical. El 1951 es va traslladar al Canadà i, malgrat la seva edat, va ensenyar i actuar.
Arnold Székely és un excel·lent pedagog de la música. Alguns deixebles específics també estan dirigits: Antal Doráti, Edith Farnadi, Annie Fischer, Andor Földes, Pál Kadosa, Louis Kentner, György Kósa, Lívia Rév i Georg Solti.